# Plaza del Alamillo

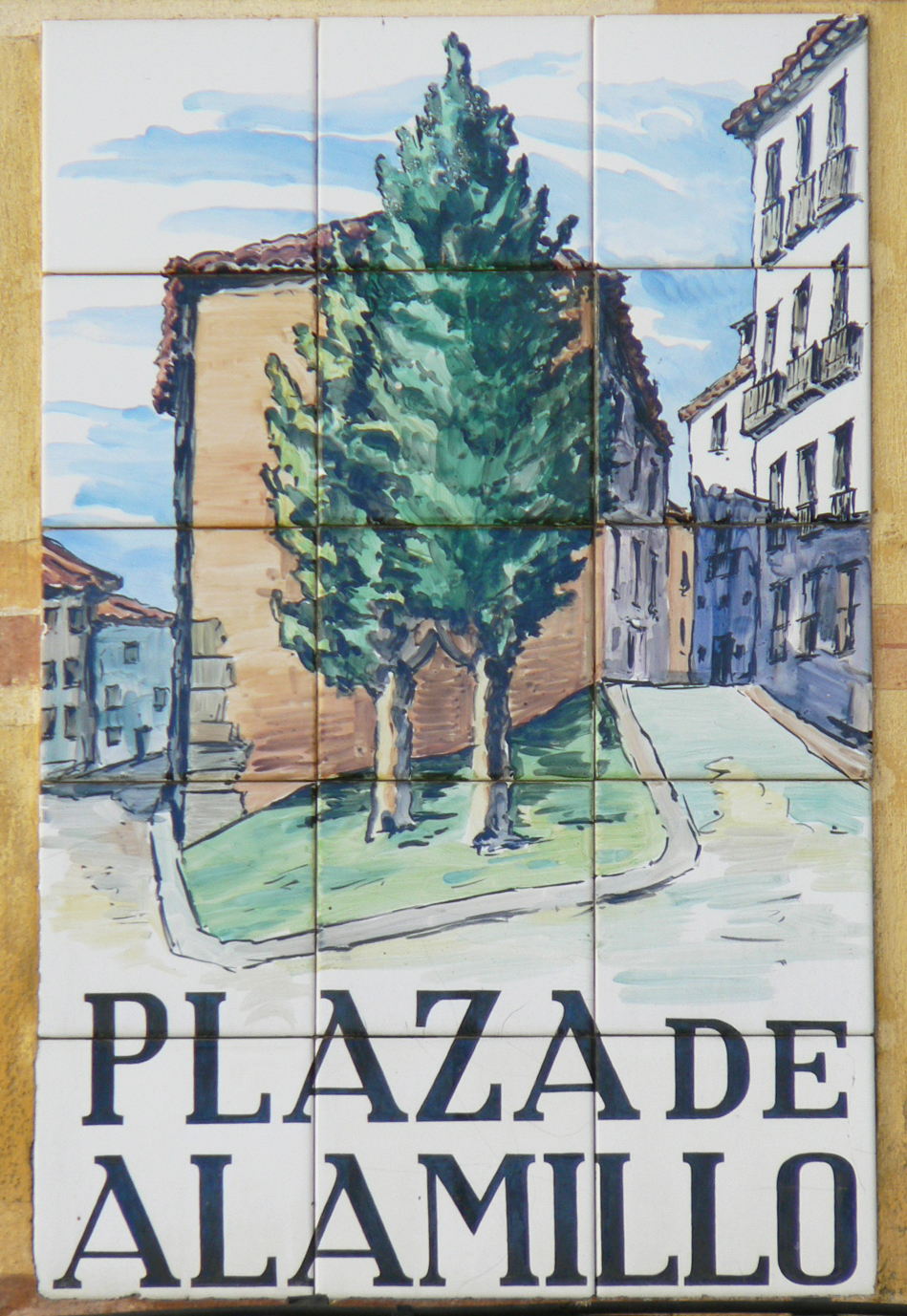
Cartel de azulejos en La Plaza de Alamillo.

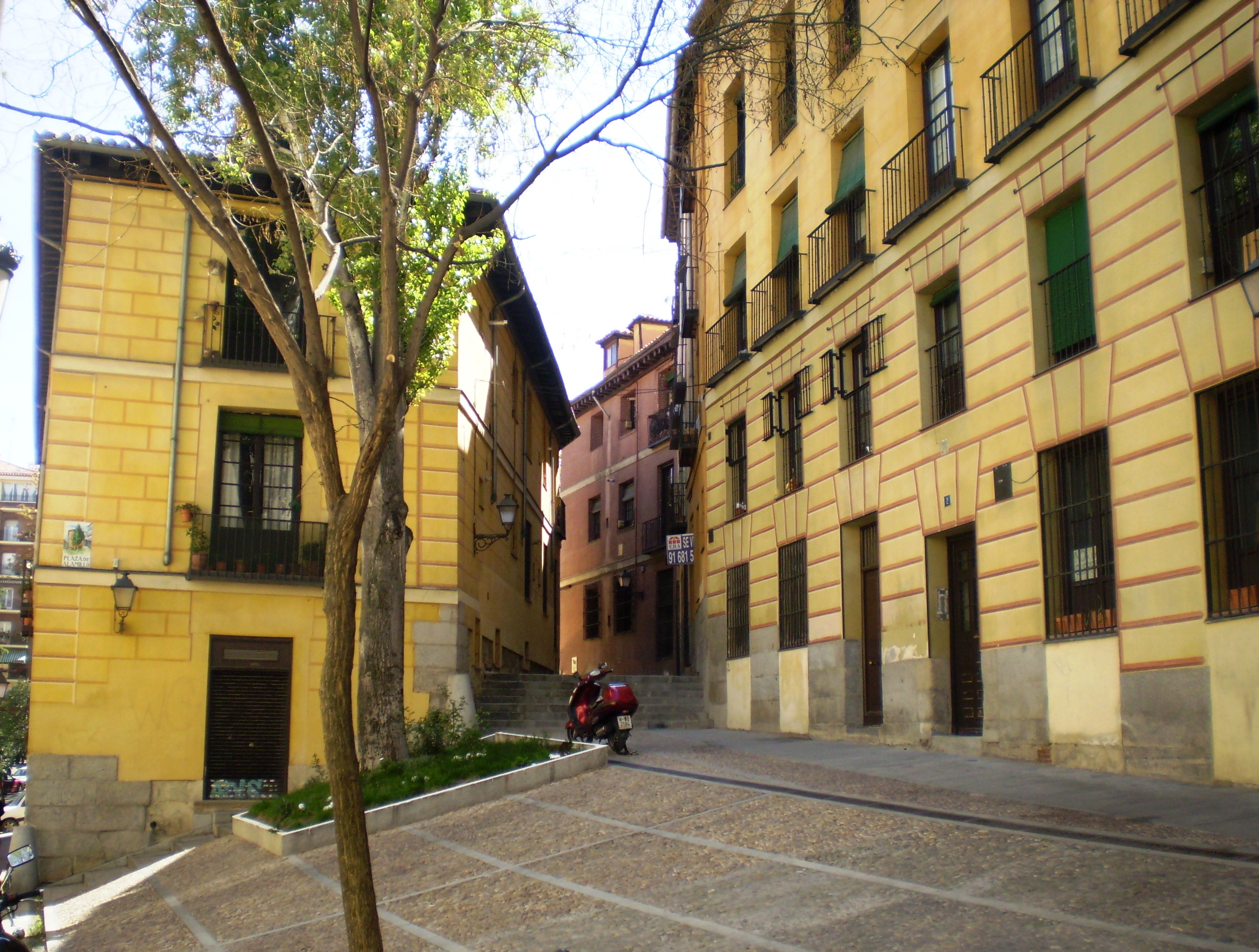
Vista parcial de la plaza del Alamillo.

La plaza del Alamillo es un pequeño ensanche de la calle del Alamillo en el viejo Madrid, vía que corre de la Costanilla de San Andrés hasta dicha plaza, en la que se encuentra con la calle del Toro, la de Alfonso VI y la de la Morería.

## Historia
Diferentes cronistas coinciden en que el origen de calle y plaza del Alamillo datan del Madrid árabe, en el que pudieron ser una de las arterias del barrio de la Morería de Madrid, donde se quedaron y residieron los vecinos musulmanes desde 1083, año de la toma de Madrid por Alfonso VI.
La versión popular propone que el nombre les viene del álamo que presidía el paraje hasta que fue arrancado por un huracán, y cuya sombra pudo servir en su origen al «alamín», como espacio municipal para desempeñar sus tareas. Hay que anotar que, con la aljama como órgano de gobierno, la morería madrileña poseía su propia organización institucional, diferente a la cristiana; los cronistas proponen que en este lugar se reunía el Ayuntamiento árabe en tiempos del califato cordobés de Hixén II. Según esta hipótesis, el topónimo resultante provendría del citado vocablo árabe, que, tras el proceso de cristianización y por similitud fonética, terminó convertido en "alamillo".

### Leyenda
El cronista Pedro de Répide recoge la anécdota de que fue en la plaza del Alamillo donde el legendario Cid Campeador, investido de temerario picador taurino, "alanceó un toro en la fiesta de Aliatar" para celebrar la conquista de Toledo por Alfonso VI. Todo ello lo toma de las quintillas que dejó escritas Nicolás Fernández de Moratín, conocidas por su verso inicial "Madrid, castillo famoso". No menos legendarias son las catacumbas, pasadizos y cuevas que minan el subsuelo de la plaza y su entorno desde su periodo musulmán, y que partiendo de la casa del Pastor (en la calle de Segovia, junto a los "Caños Viejos"), llegan hasta las inmediaciones del río Manzanares.

### En la literatura

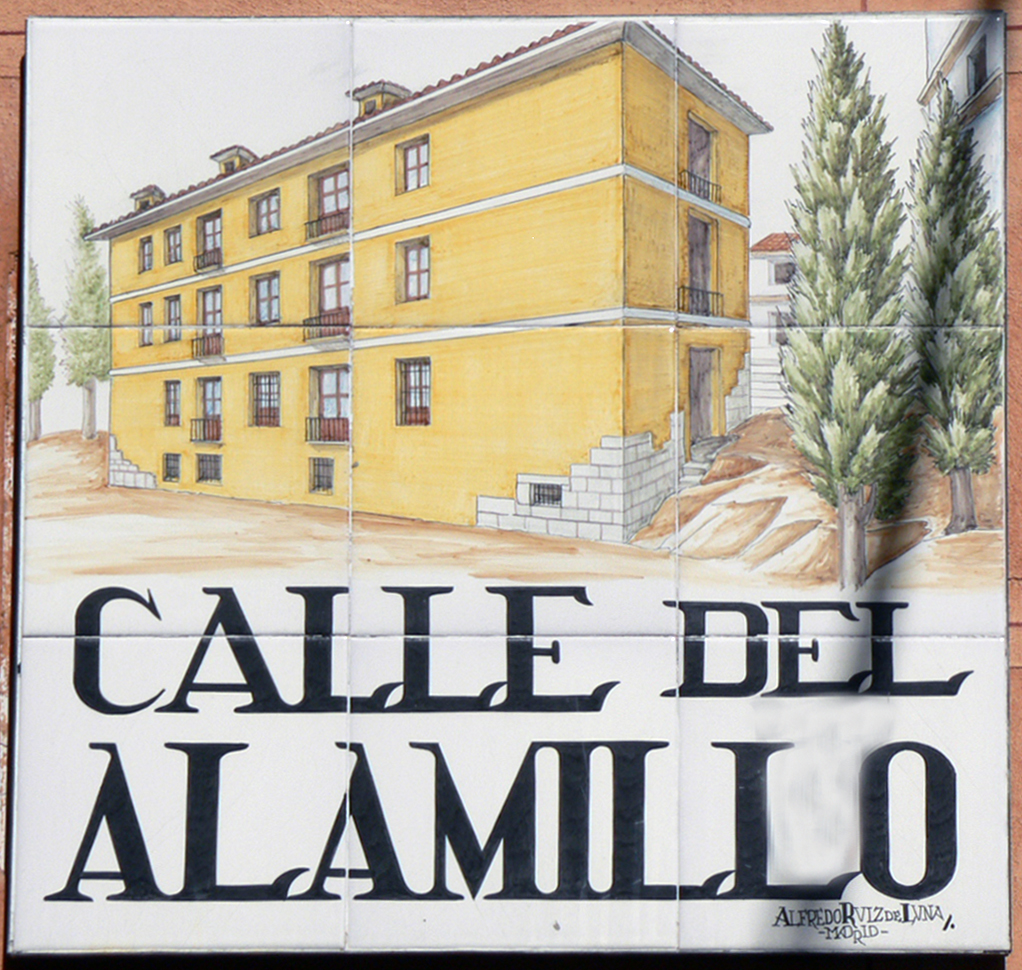
Letrero en la calle del Alamillo (Madrid) obra de Alfredo Ruiz de Luna González.

Antonio Hurtado en su 'romance histórico' Los Padres de la Merced (leyenda de 1580), dejó estos versos descriptivos "En la antigua Morería, / barrio en Madrid conocido / hay una calle llamada / la calle del Alamillo...", que continúa con dos octavillas de parecida fortuna. Menos lírica le parece a Unamuno que en sus Paisajes la retrata así: "Más que plaza es un callejón sin salida, enteramente lugareño, con unos arbolillos entecos".
Por su parte, Emilio Carrere, en su Ruta emocional de Madrid (1935), salva la memoria romántica del lugar en su "Plazuela del Alamillo", cuyos últimos versos se cierran así:
"Novia mía, ¡cuando paso
por nuestro antiguo rincón,
el gris que hay en mis cabellos
me duele en el corazón".

### En el cine
La plaza del Alamillo es escenario de la película Tacones lejanos (1991) de Pedro Almodóvar. Juega un papel importante en la trama de la película, cuyo título se debe a un recuerdo de su protagonista, quien vivía, en su infancia, en el bajo de uno de los edificios de la plaza.
Esta plaza es también escenario de otras muchas películas españolas, entre ellas Rosa de Madrid (1927), La torre de los siete jorobados (1944), Mi calle (1960), Solo para hombres (1960), El mesón del gitano (1970) y La princesa Paca (2017).